# Wataru Endō
Wataru Endō (遠藤 航?, Endō Wataru; Yokohama, 9 febbraio 1993) è un calciatore giapponese, centrocampista o difensore del Liverpool e della nazionale giapponese, di cui è capitano e con cui è stato vicecampione d'Asia nel 2019.

## Biografia
Nel gennaio 2013, all'età di 19 anni, ha sposato Aimi, da cui ha avuto quattro figli: tre maschi, nati nel 2013, 2016 e 2019, e una femmina, nata nel 2015.

## Caratteristiche tecniche
Giocatore molto duttile, può ricoprire sia il ruolo di difensore centrale che quello di mediano; inoltre può essere impiegato anche come terzino sinistro. Dotato di una buona tecnica, è molto abile a far verticalizzare il pallone e a saltare bene di testa nonostante sia sotto la misura classica (1.78 m). È abbastanza veloce e dinamico e ha un buon tiro in porta.

## Carriera

### Club

#### Shonan Bellmare e Urawa Red Diamonds
Dopo gli inizi al Yokohama South Totsuka, a 15 anni viene prelevato dalle giovanili del Shonan Bellmare. Esordisce in prima squadra nel 2010 e disputa sei stagioni consecutive, dal 2010 al 2015, nelle prime due divisioni giapponesi, vincendo la J2 League nella stagione 2014 dove lui raggiunge un record personale con 7 reti durante il campionato. Chiude la sua carriera nello Shonan Bellmare con 160 presenze e 23 gol.
Nel 2016 viene ingaggiato dall'Urawa Red Diamonds, squadra con la quale vince la Coppa Nabisco nel 2016, nella finale contro il Gamba Osaka la partita si chiuderà ai rigori in seguito al pareggio di 1-1, e l'Urawa Red Diamonds vincerà per 5-4, Endo segnerà il quinto rigore che sancirà la vittoria della sua squadra. Tale vittoria permetterà alla squadra di disputare la partita di Coppa Suruga Bank contro il Chapecoense vincendo per 1-0; Endo è sceso in campo nel secondo tempo. Nel 2017 l'Urawa Red Diamonds vincerà l'Champions League asiatica 2017, Endo segnerà una rete nella partita contro lo Shanghai SIPG, infine giocherà come titolare nella finale contro l'Al-Hilal, sia nella partita d'andata che in quella di ritorno che vedrà trionfare la squadra nipponica.

#### Sint-Truiden e Stoccarda
Nel 2018 inizia la sua esperienza europea in Belgio, nel Sint-Truiden segnando solo due reti nella sua stagione in Pro League, il primo segnando la rete del pareggio nella partita che si è conclusa 1-1 contro il Genk, mentre la seconda rete nel pareggio per 2-2 contro il Waasland-Beveren.
Il 13 agosto 2019, viene mandato in prestito allo Stoccarda, in Seconda divisione tedesca. Il 28 maggio 2020 realizza il suo primo gol con i Roten, in occasione della vittoria per 3-2 contro l'Amburgo, mentre la squadra era sotto di due reti Endo segna di testa e infine lo Stoccarda vince grazie alla rimonta. La squadra si classifica al secondo posto ottenendo la promozione in Bundesliga, e lui viene riscattato dal club tedesco. Il 27 febbraio 2021 realizza una doppietta in occasione della partita di campionato vinta contro lo Schalke 04 per 5-1.

#### Liverpool
Il 18 agosto 2023 viene acquistato a titolo definitivo dal Liverpool.

### Nazionale
Nel 2014 debutta con la Nazionale Under-23 del Giappone (con cui partecipa alla vittoriosa Coppa d'Asia under-23 del 2016) e nel 2015 con la Nazionale maggiore nella partita persa 2-1 contro la Corea del Nord.
Nell'estate del 2016 ha fatto parte della nazionale olimpica, di cui era capitano, che ha partecipato alle Olimpiadi 2016 in Brasile.
Viene inserito nella lista dei 23 convocati per il Mondiale 2018, non venendo tuttavia mai impiegato nelle quattro partite disputate dal Giappone. L'anno dopo viene convocato dalla nazionale nipponica per la Coppa d'Asia 2019, competizione che termina con la sconfitta in finale contro il Qatar.
Segnerà la sua prima rete in nazionale maggiore nel 2019 nella vittoria per 6-0 contro la Mongolia. Durante un'amichevole vinta contro la Corea del Sud, segnerà la rete del 3-0. Il 27 gennaio 2022 scende in campo per la prima volta con la fascia da capitano, nella partita vinta 2-0 in casa contro la Cina a Saitama.
Attraverso i propri social media, il 14 giugno 2023 annuncia di essere diventato il nuovo capitano della nazionale giapponese, succedendo a Maya Yoshida.
Il 1º gennaio 2024 viene convocato per la Coppa d'Asia 2023, prima manifestazione in cui rappresenta il Giappone come capitano. Il 14 gennaio seguente, fornisce a Takumi Minamino l'assist del 2-2 contro il Vietnam, mentre cinque giorno dopo segna con un colpo di testa al 90+3’ la rete ininfluente della sconfitta per 2-1 contro l'Iraq.

## Statistiche

### Presenze e reti nei club
Statistiche aggiornate al 16 agosto 2025.
| Stagione               | Club                   | Campionato             | Campionato | Campionato | Coppe nazionali | Coppe nazionali | Coppe nazionali | Coppe continentali | Coppe continentali | Coppe continentali | Supercoppe | Supercoppe | Supercoppe | Totale | Totale |
| Stagione               | Club                   | Comp                   | Pres       | Reti       | Comp            | Pres            | Reti            | Comp               | Pres               | Reti               | Comp       | Pres       | Reti       | Pres   | Reti   |
| ---------------------- | ---------------------- | ---------------------- | ---------- | ---------- | --------------- | --------------- | --------------- | ------------------ | ------------------ | ------------------ | ---------- | ---------- | ---------- | ------ | ------ |
| 2010                   | Shonan Bellmare        | J1                     | 6          | 1          | CdL+CI          | 1+0             | 0               | -                  | -                  | -                  | -          | -          | -          | 7      | 1      |
| 2011                   | Shonan Bellmare        | J2                     | 34         | 1          | CI              | 4               | 0               | -                  | -                  | -                  | -          | -          | -          | 38     | 1      |
| 2012                   | Shonan Bellmare        | J2                     | 32         | 7          | CI              | 1               | 0               | -                  | -                  | -                  | -          | -          | -          | 33     | 7      |
| 2013                   | Shonan Bellmare        | J1                     | 17         | 3          | CdL+CI          | 0+1             | 0               | -                  | -                  | -                  | -          | -          | -          | 18     | 3      |
| 2014                   | Shonan Bellmare        | J2                     | 38         | 7          | CI              | 1               | 0               | -                  | -                  | -                  | -          | -          | -          | 39     | 7      |
| 2015                   | Shonan Bellmare        | J1                     | 31         | 4          | CdL+CI          | 1+0             | 0               | -                  | -                  | -                  | -          | -          | -          | 32     | 4      |
| Totale Shonan Bellmare | Totale Shonan Bellmare | Totale Shonan Bellmare | 158        | 23         |                 | 9               | 0               |                    | -                  | -                  |            | -          | -          | 167    | 23     |
| 2016                   | Urawa Reds             | J1                     | 27+2       | 0+0        | CdL+CI          | 3+1             | 0               | ACL                | 6                  | 0                  | -          | -          | -          | 39     | 0      |
| 2017                   | Urawa Reds             | J1                     | 30         | 3          | CdL+CI          | 2+2             | 0               | ACL                | 11                 | 1                  | SJ+SBC+Cmc | 1+1+1      | 0          | 48     | 4      |
| gen.-lug. 2018         | Urawa Reds             | J1                     | 16         | 2          | CdL+CI          | 4+1             | 0               | -                  | -                  | -                  | -          | -          | -          | 21     | 2      |
| Totale Urawa Reds      | Totale Urawa Reds      | Totale Urawa Reds      | 75         | 5          |                 | 13              | 0               |                    | 17                 | 1                  |            | 3          | 0          | 108    | 6      |
| 2018-2019              | Sint-Truiden           | D1                     | 17+9       | 2+0        | CB              | 2               | 0               | -                  | -                  | -                  | -          | -          | -          | 28     | 2      |
| lug.-ago. 2019         | Sint-Truiden           | D1                     | 3          | 0          | -               | -               | -               | -                  | -                  | -                  | -          | -          | -          | 3      | 0      |
| Totale Sint-Truiden    | Totale Sint-Truiden    | Totale Sint-Truiden    | 29         | 2          |                 | 2               | 0               |                    | -                  | -                  |            | -          | -          | 31     | 2      |
| 2019-2020              | Stoccarda              | 2.BL                   | 21         | 1          | CG              | 1               | 0               | -                  | -                  | -                  | -          | -          | -          | 22     | 1      |
| 2020-2021              | Stoccarda              | BL                     | 33         | 3          | CG              | 3               | 0               | -                  | -                  | -                  | -          | -          | -          | 36     | 3      |
| 2021-2022              | Stoccarda              | BL                     | 33         | 4          | CG              | 1               | 0               | -                  | -                  | -                  | -          | -          | -          | 34     | 4      |
| 2022-2023              | Stoccarda              | BL                     | 33+2       | 5+0        | CG              | 5               | 1               | -                  | -                  | -                  | -          | -          | -          | 40     | 6      |
| lug.-ago. 2023         | Stoccarda              | BL                     | 0          | 0          | CG              | 1               | 1               | -                  | -                  | -                  | -          | -          | -          | 1      | 1      |
| Totale Stoccarda       | Totale Stoccarda       | Totale Stoccarda       | 122        | 13         |                 | 11              | 2               |                    | -                  | -                  |            | -          | -          | 133    | 15     |
| ago. 2023-2024         | Liverpool              | PL                     | 29         | 1          | FACup+CdL       | 1+4             | 0               | UEL                | 9                  | 1                  | -          | -          |            | 43     | 2      |
| 2024-2025              | Liverpool              | PL                     | 20         | 0          | FACup+CdL       | 2+4             | 1+0             | UCL                | 6                  | 0                  | -          | -          | -          | 32     | 1      |
| 2025-2026              | Liverpool              | PL                     | 1          | 0          | FACup+CdL       | 0+0             | -               | UCL                | 0                  | 0                  | CS         | 1          | 0          | 2      | 0      |
| Totale Liverpool       | Totale Liverpool       | Totale Liverpool       | 50         | 1          |                 | 11              | 1               |                    | 15                 | 1                  |            | 1          | 0          | 77     | 3      |
| Totale carriera        | Totale carriera        | Totale carriera        | 434        | 44         |                 | 46              | 3               |                    | 32                 | 2                  |            | 4          | 0          | 516    | 49     |

### Cronologia delle presenze e reti in nazionale
| Cronologia completa delle presenze e delle reti in nazionale ― Giappone | Cronologia completa delle presenze e delle reti in nazionale ― Giappone | Cronologia completa delle presenze e delle reti in nazionale ― Giappone | Cronologia completa delle presenze e delle reti in nazionale ― Giappone | Cronologia completa delle presenze e delle reti in nazionale ― Giappone | Cronologia completa delle presenze e delle reti in nazionale ― Giappone | Cronologia completa delle presenze e delle reti in nazionale ― Giappone | Cronologia completa delle presenze e delle reti in nazionale ― Giappone |
| Data                                                                    | Città                                                                   | In casa                                                                 | Risultato                                                               | Ospiti                                                                  | Competizione                                                            | Reti                                                                    | Note                                                                    |
| ----------------------------------------------------------------------- | ----------------------------------------------------------------------- | ----------------------------------------------------------------------- | ----------------------------------------------------------------------- | ----------------------------------------------------------------------- | ----------------------------------------------------------------------- | ----------------------------------------------------------------------- | ----------------------------------------------------------------------- |
| 2-8-2015                                                                | Wuhan                                                                   | Corea del Nord                                                          | 2 – 1                                                                   | Giappone                                                                | Coppa dell'Asia orientale 2015                                          | -                                                                       |                                                                         |
| 5-8-2015                                                                | Wuhan                                                                   | Giappone                                                                | 1 – 1                                                                   | Corea del Sud                                                           | Coppa dell'Asia orientale 2015                                          | -                                                                       |                                                                         |
| 9-8-2015                                                                | Wuhan                                                                   | Cina                                                                    | 1 – 1                                                                   | Giappone                                                                | Coppa dell'Asia orientale 2015                                          | -                                                                       |                                                                         |
| 8-9-2015                                                                | Teheran                                                                 | Afghanistan                                                             | 0 – 6                                                                   | Giappone                                                                | Qual. Mondiali 2018                                                     | -                                                                       | 81’                                                                     |
| 17-11-2015                                                              | Phnom Penh                                                              | Cambogia                                                                | 0 – 2                                                                   | Giappone                                                                | Qual. Mondiali 2018                                                     | -                                                                       | 47’                                                                     |
| 3-6-2016                                                                | Toyota                                                                  | Giappone                                                                | 7 – 2                                                                   | Bulgaria                                                                | Amichevole                                                              | -                                                                       | 76’                                                                     |
| 7-6-2016                                                                | Suita                                                                   | Giappone                                                                | 1 – 2                                                                   | Bosnia ed Erzegovina                                                    | Amichevole                                                              | -                                                                       | 46’                                                                     |
| 13-6-2017                                                               | Teheran                                                                 | Iraq                                                                    | 1 – 1                                                                   | Giappone                                                                | Qual. Mondiali 2018                                                     | -                                                                       |                                                                         |
| 6-10-2017                                                               | Toyota                                                                  | Giappone                                                                | 2 – 1                                                                   | Nuova Zelanda                                                           | Amichevole                                                              | -                                                                       | 90+4’                                                                   |
| 10-10-2017                                                              | Yokohama                                                                | Giappone                                                                | 3 – 3                                                                   | Haiti                                                                   | Amichevole                                                              | -                                                                       |                                                                         |
| 10-11-2017                                                              | Villeneuve-d'Ascq                                                       | Giappone                                                                | 1 – 3                                                                   | Brasile                                                                 | Amichevole                                                              | -                                                                       | 86’                                                                     |
| 12-6-2018                                                               | Innsbruck                                                               | Giappone                                                                | 4 – 2                                                                   | Paraguay                                                                | Amichevole                                                              | -                                                                       | 46’                                                                     |
| 11-9-2018                                                               | Ōsaka                                                                   | Giappone                                                                | 3 – 0                                                                   | Costa Rica                                                              | Amichevole                                                              | -                                                                       |                                                                         |
| 16-10-2018                                                              | Saitama                                                                 | Giappone                                                                | 4 – 3                                                                   | Uruguay                                                                 | Amichevole                                                              | -                                                                       |                                                                         |
| 16-11-2018                                                              | Ōita                                                                    | Giappone                                                                | 1 – 1                                                                   | Venezuela                                                               | Amichevole                                                              | -                                                                       |                                                                         |
| 13-1-2019                                                               | Abu Dhabi                                                               | Oman                                                                    | 0 – 1                                                                   | Giappone                                                                | Coppa d'Asia 2019 - 1º turno                                            | -                                                                       |                                                                         |
| 17-01-2019                                                              | al-'Ayn                                                                 | Giappone                                                                | 2 – 1                                                                   | Uzbekistan                                                              | Coppa d'Asia 2019 - 1º turno                                            | -                                                                       | 85’                                                                     |
| 21-1-2019                                                               | Sharjah                                                                 | Giappone                                                                | 1 – 0                                                                   | Arabia Saudita                                                          | Coppa d'Asia 2019 - Ottavi di finale                                    | -                                                                       |                                                                         |
| 24-01-2019                                                              | Dubai                                                                   | Vietnam                                                                 | 0 – 1                                                                   | Giappone                                                                | Coppa d'Asia 2019 - Quarti di finale                                    | -                                                                       |                                                                         |
| 28-01-2019                                                              | al-'Ayn                                                                 | Iran                                                                    | 0 – 3                                                                   | Giappone                                                                | Coppa d'Asia 2019 - Semifinale                                          | -                                                                       | 60’                                                                     |
| 10-10-2019                                                              | Saitama                                                                 | Giappone                                                                | 6 – 0                                                                   | Mongolia                                                                | Qual. Mondiali 2022                                                     | 1                                                                       |                                                                         |
| 14-11-2019                                                              | Biškek                                                                  | Kirghizistan                                                            | 0 – 2                                                                   | Giappone                                                                | Qual. Mondiali 2022                                                     | -                                                                       | 44’ 78’                                                                 |
| 13-10-2020                                                              | Utrecht                                                                 | Giappone                                                                | 1 – 0                                                                   | Costa d'Avorio                                                          | Amichevole                                                              | -                                                                       |                                                                         |
| 12-11-2020                                                              | Graz                                                                    | Giappone                                                                | 1 – 0                                                                   | Panama                                                                  | Amichevole                                                              | -                                                                       | 46’                                                                     |
| 17-11-2020                                                              | Graz                                                                    | Giappone                                                                | 0 – 2                                                                   | Messico                                                                 | Amichevole                                                              | -                                                                       |                                                                         |
| 25-3-2021                                                               | Yokohama                                                                | Giappone                                                                | 3 – 0                                                                   | Corea del Sud                                                           | Amichevole                                                              | 1                                                                       |                                                                         |
| 30-3-2021                                                               | Chiba                                                                   | Mongolia                                                                | 0 – 14                                                                  | Giappone                                                                | Qual. Mondiali 2022                                                     | -                                                                       |                                                                         |
| 28-5-2021                                                               | Chiba                                                                   | Giappone                                                                | 10 – 0                                                                  | Birmania                                                                | Qual. Mondiali 2022                                                     | -                                                                       | 68’ 70’                                                                 |
| 2-9-2021                                                                | Suita                                                                   | Giappone                                                                | 0 – 1                                                                   | Oman                                                                    | Qual. Mondiali 2022                                                     | -                                                                       |                                                                         |
| 7-9-2021                                                                | Doha                                                                    | Cina                                                                    | 0 – 1                                                                   | Giappone                                                                | Qual. Mondiali 2022                                                     | -                                                                       |                                                                         |
| 7-10-2021                                                               | Jeddah                                                                  | Arabia Saudita                                                          | 1 – 0                                                                   | Giappone                                                                | Qual. Mondiali 2022                                                     | -                                                                       |                                                                         |
| 12-10-2021                                                              | Saitama                                                                 | Giappone                                                                | 2 – 1                                                                   | Australia                                                               | Qual. Mondiali 2022                                                     | -                                                                       |                                                                         |
| 11-11-2021                                                              | Hanoi                                                                   | Vietnam                                                                 | 0 – 1                                                                   | Giappone                                                                | Qual. Mondiali 2022                                                     | -                                                                       |                                                                         |
| 16-11-2021                                                              | Mascate                                                                 | Oman                                                                    | 0 – 1                                                                   | Giappone                                                                | Qual. Mondiali 2022                                                     | -                                                                       | 55’                                                                     |
| 27-1-2022                                                               | Saitama                                                                 | Giappone                                                                | 2 – 0                                                                   | Cina                                                                    | Qual. Mondiali 2022                                                     | -                                                                       | cap. 73’                                                                |
| 1-2-2022                                                                | Saitama                                                                 | Giappone                                                                | 2 – 0                                                                   | Arabia Saudita                                                          | Qual. Mondiali 2022                                                     | -                                                                       | cap. 90’                                                                |
| 24-3-2022                                                               | Sydney                                                                  | Australia                                                               | 0 – 2                                                                   | Giappone                                                                | Qual. Mondiali 2022                                                     | -                                                                       |                                                                         |
| 2-6-2022                                                                | Sapporo                                                                 | Giappone                                                                | 4 – 1                                                                   | Paraguay                                                                | Amichevole                                                              | -                                                                       | 46’                                                                     |
| 6-6-2022                                                                | Tokyo                                                                   | Giappone                                                                | 0 – 1                                                                   | Brasile                                                                 | Amichevole                                                              | -                                                                       | 40’                                                                     |
| 10-6-2022                                                               | Kobe                                                                    | Giappone                                                                | 4 – 1                                                                   | Ghana                                                                   | Amichevole                                                              | -                                                                       | 69’                                                                     |
| 14-6-2022                                                               | Suita                                                                   | Giappone                                                                | 0 – 3                                                                   | Tunisia                                                                 | Amichevole                                                              | -                                                                       |                                                                         |
| 23-9-2022                                                               | Düsseldorf                                                              | Giappone                                                                | 2 – 0                                                                   | Stati Uniti                                                             | Amichevole                                                              | -                                                                       |                                                                         |
| 27-9-2022                                                               | Düsseldorf                                                              | Giappone                                                                | 0 – 0                                                                   | Ecuador                                                                 | Amichevole                                                              | -                                                                       | 67’                                                                     |
| 23-11-2022                                                              | Al Rayyan                                                               | Germania                                                                | 1 – 2                                                                   | Giappone                                                                | Mondiali 2022 - 1º turno                                                | -                                                                       |                                                                         |
| 27-11-2022                                                              | Al Rayyan                                                               | Giappone                                                                | 0 – 1                                                                   | Costa Rica                                                              | Mondiali 2022 - 1º turno                                                | -                                                                       | 90+3’                                                                   |
| 1-12-2022                                                               | Al Rayyan                                                               | Giappone                                                                | 2 – 1                                                                   | Spagna                                                                  | Mondiali 2022 - 1º turno                                                | -                                                                       | 87’                                                                     |
| 5-12-2022                                                               | Al Wakrah                                                               | Giappone                                                                | 1 – 1 dts (1 – 3 dtr)                                                   | Croazia                                                                 | Mondiali 2022 - Ottavi di finale                                        | -                                                                       |                                                                         |
| 24-3-2023                                                               | Tokyo                                                                   | Giappone                                                                | 1 – 1                                                                   | Uruguay                                                                 | Amichevole                                                              | -                                                                       | cap.                                                                    |
| 28-3-2023                                                               | Ōsaka                                                                   | Giappone                                                                | 1 – 2                                                                   | Colombia                                                                | Amichevole                                                              | -                                                                       | 46’                                                                     |
| 20-6-2023                                                               | Suita                                                                   | Giappone                                                                | 4 – 1                                                                   | Perù                                                                    | Amichevole                                                              | -                                                                       | cap. 80’                                                                |
| 9-9-2023                                                                | Wolfsburg                                                               | Germania                                                                | 1 – 4                                                                   | Giappone                                                                | Amichevole                                                              | -                                                                       | cap.                                                                    |
| 12-9-2023                                                               | Genk                                                                    | Giappone                                                                | 4 – 2                                                                   | Turchia                                                                 | Amichevole                                                              | -                                                                       | 64’                                                                     |
| 13-10-2023                                                              | Niigata                                                                 | Giappone                                                                | 4 – 1                                                                   | Canada                                                                  | Amichevole                                                              | -                                                                       | cap. 62’                                                                |
| 17-10-2023                                                              | Kōbe                                                                    | Giappone                                                                | 2 – 0                                                                   | Tunisia                                                                 | Amichevole                                                              | -                                                                       | cap.                                                                    |
| 21-11-2023                                                              | Gedda                                                                   | Siria                                                                   | 0 – 5                                                                   | Giappone                                                                | Qual. Mondiali 2026                                                     | -                                                                       | cap. 83’                                                                |
| 14-1-2024                                                               | Doha                                                                    | Giappone                                                                | 4 – 2                                                                   | Vietnam                                                                 | Coppa d'Asia 2023 - 1º turno                                            | -                                                                       | cap.                                                                    |
| 19-1-2024                                                               | Al Rayyan                                                               | Iraq                                                                    | 2 – 1                                                                   | Giappone                                                                | Coppa d'Asia 2023 - 1º turno                                            | 1                                                                       | cap.                                                                    |
| 24-1-2024                                                               | Doha                                                                    | Giappone                                                                | 3 – 1                                                                   | Indonesia                                                               | Coppa d'Asia 2023 - 1º turno                                            | -                                                                       | cap. 68’                                                                |
| 31-1-2024                                                               | Doha                                                                    | Bahrein                                                                 | 1 – 3                                                                   | Giappone                                                                | Coppa d'Asia 2023 - Ottavi di finale                                    | -                                                                       | cap.                                                                    |
| 3-2-2024                                                                | Al Rayyan                                                               | Iran                                                                    | 2 – 1                                                                   | Giappone                                                                | Coppa d'Asia 2023 - Quarti di finale                                    | -                                                                       | cap.                                                                    |
| 21-3-2024                                                               | Tokyo                                                                   | Giappone                                                                | 1 – 0                                                                   | Corea del Nord                                                          | Qual. Mondiali 2026                                                     | -                                                                       | 58’                                                                     |
| 11-6-2024                                                               | Hiroshima                                                               | Giappone                                                                | 5 – 0                                                                   | Siria                                                                   | Qual. Mondiali 2026                                                     | -                                                                       | cap. 62’                                                                |
| 5-9-2024                                                                | Saitama                                                                 | Giappone                                                                | 7 – 0                                                                   | Cina                                                                    | Qual. Mondiali 2026                                                     | 1                                                                       | cap. 71’                                                                |
| 10-9-2024                                                               | Riffa                                                                   | Bahrein                                                                 | 0 – 5                                                                   | Giappone                                                                | Qual. Mondiali 2026                                                     | -                                                                       | cap.                                                                    |
| 10-10-2024                                                              | Gedda                                                                   | Arabia Saudita                                                          | 0 – 2                                                                   | Giappone                                                                | Qual. Mondiali 2026                                                     | -                                                                       | cap.                                                                    |
| 15-11-2024                                                              | Giacarta                                                                | Indonesia                                                               | 0 – 4                                                                   | Giappone                                                                | Qual. Mondiali 2026                                                     | -                                                                       | cap.                                                                    |
| 19-11-2024                                                              | Xiamen                                                                  | Cina                                                                    | 1 – 3                                                                   | Giappone                                                                | Qual. Mondiali 2026                                                     | -                                                                       | cap.                                                                    |
| 20-3-2025                                                               | Saitama                                                                 | Giappone                                                                | 2 – 0                                                                   | Bahrein                                                                 | Qual. Mondiali 2026                                                     | -                                                                       | cap.                                                                    |
| 25-3-2025                                                               | Saitama                                                                 | Giappone                                                                | 0 – 0                                                                   | Arabia Saudita                                                          | Qual. Mondiali 2026                                                     | -                                                                       | cap. 74’                                                                |
| 10-6-2025                                                               | Suita                                                                   | Giappone                                                                | 6 – 0                                                                   | Indonesia                                                               | Qual. Mondiali 2026                                                     | -                                                                       |                                                                         |
| Totale                                                                  |                                                                         | Presenze                                                                | 70                                                                      |                                                                         | Reti                                                                    | 4                                                                       |                                                                         |

| Cronologia completa delle presenze e delle reti in nazionale ― Giappone Olimpica | Cronologia completa delle presenze e delle reti in nazionale ― Giappone Olimpica | Cronologia completa delle presenze e delle reti in nazionale ― Giappone Olimpica | Cronologia completa delle presenze e delle reti in nazionale ― Giappone Olimpica | Cronologia completa delle presenze e delle reti in nazionale ― Giappone Olimpica | Cronologia completa delle presenze e delle reti in nazionale ― Giappone Olimpica | Cronologia completa delle presenze e delle reti in nazionale ― Giappone Olimpica | Cronologia completa delle presenze e delle reti in nazionale ― Giappone Olimpica |
| Data                                                                             | Città                                                                            | In casa                                                                          | Risultato                                                                        | Ospiti                                                                           | Competizione                                                                     | Reti                                                                             | Note                                                                             |
| -------------------------------------------------------------------------------- | -------------------------------------------------------------------------------- | -------------------------------------------------------------------------------- | -------------------------------------------------------------------------------- | -------------------------------------------------------------------------------- | -------------------------------------------------------------------------------- | -------------------------------------------------------------------------------- | -------------------------------------------------------------------------------- |
| 5-8-2016                                                                         | Manaus                                                                           | Nigeria                                                                          | 5 – 4                                                                            | Giappone                                                                         | Olimpiadi 2016 - 1º turno                                                        | -                                                                                | cap.                                                                             |
| 8-8-2016                                                                         | Manaus                                                                           | Giappone                                                                         | 2 – 2                                                                            | Colombia                                                                         | Olimpiadi 2016 - 1º turno                                                        | -                                                                                | cap. 31’                                                                         |
| 11-8-2016                                                                        | Salvador                                                                         | Giappone                                                                         | 1 – 0                                                                            | Svezia                                                                           | Olimpiadi 2016 - 1º turno                                                        | -                                                                                | cap.                                                                             |
| 22-7-2021                                                                        | Chōfu                                                                            | Giappone                                                                         | 1 – 0                                                                            | Sudafrica                                                                        | Olimpiadi 2020 - 1º turno                                                        | -                                                                                | 38’                                                                              |
| 25-7-2021                                                                        | Saitama                                                                          | Giappone                                                                         | 2 – 1                                                                            | Messico                                                                          | Olimpiadi 2020 - 1º turno                                                        | -                                                                                |                                                                                  |
| 28-7-2021                                                                        | Yokohama                                                                         | Francia                                                                          | 0 – 4                                                                            | Giappone                                                                         | Olimpiadi 2020 - 1º turno                                                        | -                                                                                | 72’                                                                              |
| 31-7-2021                                                                        | Kashima                                                                          | Giappone                                                                         | 0 – 0 dts (4 – 2 dtr)                                                            | Nuova Zelanda                                                                    | Olimpiadi 2020 - Quarti di finale                                                | -                                                                                |                                                                                  |
| 3-8-2021                                                                         | Saitama                                                                          | Giappone                                                                         | 0 – 1 dts                                                                        | Spagna                                                                           | Olimpiadi 2020 - Semifinale                                                      | -                                                                                |                                                                                  |
| 6-8-2021                                                                         | Saitama                                                                          | Messico                                                                          | 3 – 1                                                                            | Giappone                                                                         | Olimpiadi 2020 - Finale 3º posto                                                 | -                                                                                | 19’ 80’                                                                          |
| Totale                                                                           |                                                                                  | Presenze                                                                         | 9                                                                                |                                                                                  | Reti                                                                             | 0                                                                                |                                                                                  |

| Cronologia completa delle presenze e delle reti in nazionale ― Giappone under 23 | Cronologia completa delle presenze e delle reti in nazionale ― Giappone under 23 | Cronologia completa delle presenze e delle reti in nazionale ― Giappone under 23 | Cronologia completa delle presenze e delle reti in nazionale ― Giappone under 23 | Cronologia completa delle presenze e delle reti in nazionale ― Giappone under 23 | Cronologia completa delle presenze e delle reti in nazionale ― Giappone under 23 | Cronologia completa delle presenze e delle reti in nazionale ― Giappone under 23 | Cronologia completa delle presenze e delle reti in nazionale ― Giappone under 23 |
| Data                                                                             | Città                                                                            | In casa                                                                          | Risultato                                                                        | Ospiti                                                                           | Competizione                                                                     | Reti                                                                             | Note                                                                             |
| -------------------------------------------------------------------------------- | -------------------------------------------------------------------------------- | -------------------------------------------------------------------------------- | -------------------------------------------------------------------------------- | -------------------------------------------------------------------------------- | -------------------------------------------------------------------------------- | -------------------------------------------------------------------------------- | -------------------------------------------------------------------------------- |
| 17-9-2014                                                                        | Goyang                                                                           | Giappone under 23                                                                | 1 – 3                                                                            | Iraq under 23                                                                    | Giochi asiatici 2014 - 1º turno                                                  | -                                                                                |                                                                                  |
| 21-9-2014                                                                        | Goyang                                                                           | Nepal under 23                                                                   | 0 – 4                                                                            | Giappone under 23                                                                | Giochi asiatici 2014 - 1º turno                                                  | -                                                                                |                                                                                  |
| 25-9-2014                                                                        | Hwaseong                                                                         | Palestina under 23                                                               | 0 – 4                                                                            | Giappone under 23                                                                | Giochi asiatici 2014 - 1º turno                                                  | 1                                                                                |                                                                                  |
| 28-9-2014                                                                        | Incheon                                                                          | Corea del Sud under 23                                                           | 1 – 0                                                                            | Giappone under 23                                                                | Giochi asiatici 2014 - Quarti di finale                                          | -                                                                                |                                                                                  |
| 13-1-2016                                                                        | Doha                                                                             | Giappone under 23                                                                | 1 – 0                                                                            | Corea del Nord under 23                                                          | Coppa d'Asia 2016 - 1º turno                                                     | -                                                                                |                                                                                  |
| 16-1-2016                                                                        | Doha                                                                             | Thailandia under 23                                                              | 0 – 4                                                                            | Giappone under 23                                                                | Coppa d'Asia 2016 - 1º turno                                                     | -                                                                                |                                                                                  |
| 22-1-2016                                                                        | Doha                                                                             | Giappone under 23                                                                | 3 – 0 dts                                                                        | Iran under 23                                                                    | Coppa d'Asia 2016 - Quarti di finale                                             | -                                                                                | 99’ 113’                                                                         |
| 26-1-2016                                                                        | Doha                                                                             | Giappone under 23                                                                | 2 – 1                                                                            | Iraq under 23                                                                    | Coppa d'Asia 2016 - Semifinale                                                   | -                                                                                |                                                                                  |
| 30-1-2016                                                                        | Doha                                                                             | Corea del Sud under 23                                                           | 2 – 3                                                                            | Giappone under 23                                                                | Coppa d'Asia 2016 - Finale                                                       | -                                                                                |                                                                                  |
| 5-6-2021                                                                         | Fukuoka                                                                          | Giappone under 23                                                                | 6 – 0                                                                            | Ghana under 23                                                                   | Amichevole                                                                       | -                                                                                |                                                                                  |
| 12-6-2021                                                                        | Toyota                                                                           | Giappone under 23                                                                | 4 – 0                                                                            | Giamaica under 23                                                                | Amichevole                                                                       | 1                                                                                |                                                                                  |
| 12-7-2021                                                                        | Ōsaka                                                                            | Giappone under 23                                                                | 3 – 1                                                                            | Honduras under 23                                                                | Amichevole                                                                       | -                                                                                |                                                                                  |
| 17-7-2021                                                                        | Kōbe                                                                             | Giappone under 23                                                                | 1 – 1                                                                            | Spagna under 23                                                                  | Amichevole                                                                       | -                                                                                | 46’                                                                              |
| Totale                                                                           |                                                                                  | Presenze                                                                         | 13                                                                               |                                                                                  | Reti                                                                             | 2                                                                                |                                                                                  |

## Palmarès

### Club

#### Competizioni nazionali
- J2 League: 1

Shonan Bellmare: 2014
- Coppa J. League: 1

Urawa Red Diamonds: 2016
- Campionato inglese: 1

Liverpool: 2024-2025
- Coppa di Lega inglese: 1

Liverpool: 2023-2024

#### Competizioni internazionali
- Coppa Suruga Bank: 1

Urawa Red Diamonds: 2017
- AFC Champions League: 1

Urawa Red Diamonds: 2017

### Nazionale
- Coppa d'Asia AFC Under-23: 1

2016